# Héraklion (Attique)
Pour les articles homonymes, voir Héraklion (homonymie).
Héraklion (en grec : Ηράκλειο), est un dème situé juste au nord d'Athènes dans la périphérie de l'Attique en Grèce.

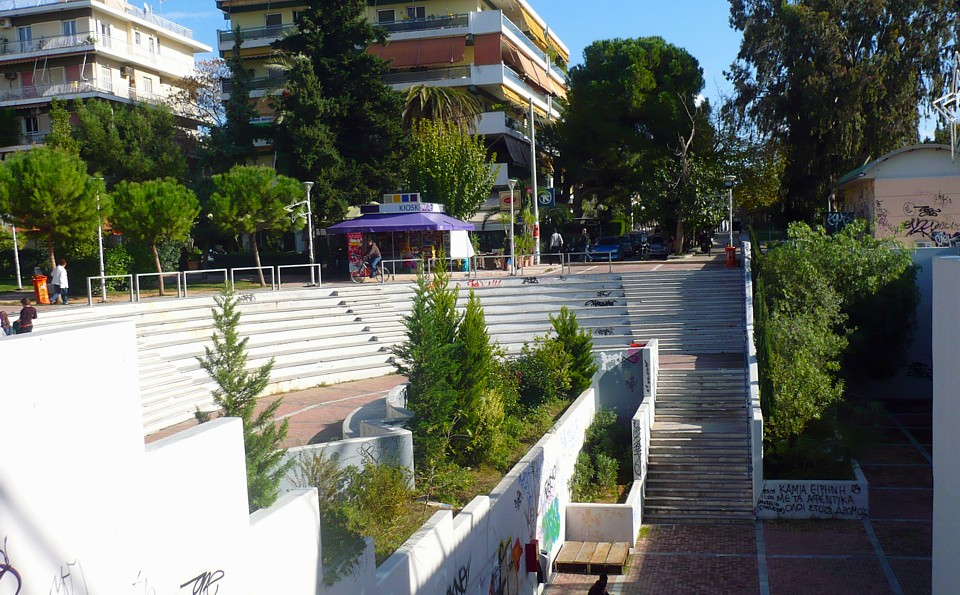
Place d'Irakleio

## Démographie
| 1981   | 1991   | 2001   | 2011   | 2021   |
| ------ | ------ | ------ | ------ | ------ |
| 37 833 | 42 905 | 45 926 | 49 642 | 50 494 |